# Burla (Suceava)
Pour les articles homonymes, voir Burla.
Burla est une commune roumaine située dans le județ de Suceava.